# Chen Jianghua
Chen Jianghua (陳江華T, 陈江华S, Chén JiānghuāP; Canton, 12 marzo 1989) è un ex cestista cinese.